# Convento e Igreja de Santo Antônio (Cairu)
O Convento e Igreja de Santo Antônio formam um importante complexo edificado da cidade brasileira de Cairu, no estado da Bahia.
Sua construção teve início em 1654 e levou um século para ser terminada. A fachada da igreja é uma obra-prima, sendo considerada a primeira manifestação do barroco arquitetônico no Brasil, e um expressivo e influente exemplo da arquitetura franciscana no país, imitada em vários outros templos nacionais. Seu interior foi extensamente reformado no século XIX, perdendo-se grande parte da luxuosa decoração original, mas ainda sobrevivem muitos elementos autênticos que dão uma ideia da primitiva suntuosidade do conjunto. O convento tem uma decoração mais sucinta, mas também possui vários espaços bastante ornamentados, e em geral suas condições se preservam mais íntegras. Pela sua importância histórica e artística, o complexo foi tombado pelo IPHAN em 1941.

## História
A origem do conjunto é anterior à chegada dos franciscanos à antiga povoação de Cairu, e antes de 1650 já se registrava a existência de uma capela privada nas proximidades do atual convento, construída pelo casal Domingos da Fonseca Saraiva e Antônia de Pádua Góes. Esta capela era às vezes utilizada por frades franciscanos itinerantes, e em seu redor eles começaram a construir pequenas celas como dormitório. Em janeiro de 1650 o Custódio dos franciscanos, o frei Sebastião do Espírito Santo, atendendo ao pedido de moradores da região, enviou três companheiros para fundarem um convento no local. Foram eles os frades Gaspar da Conceição, João da Conceição e Francisco de Lisboa, que foram recebidos com festa e instalados em uma ermida junto à Matriz. Em 21 de março o convento foi, então, fundado na forma de uma estrutura de taipa.

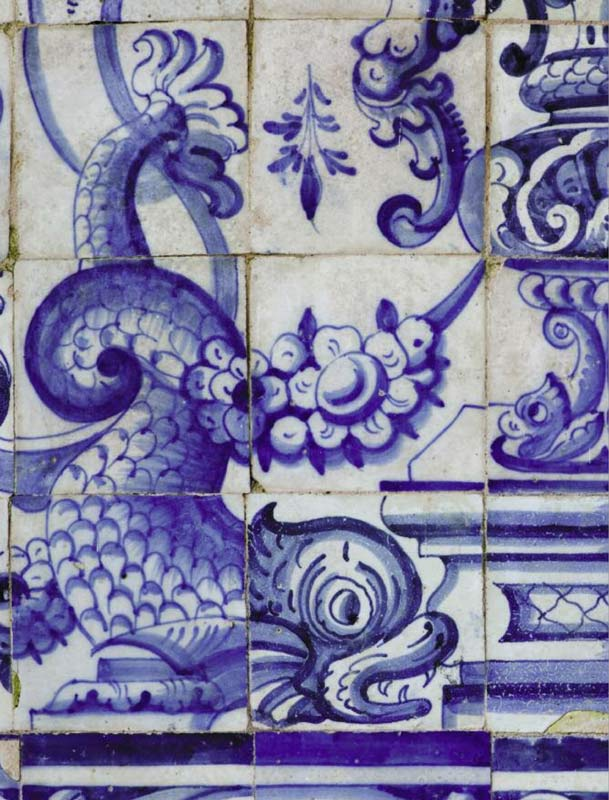
Detalhe da azulejaria do convento

A construção definitiva em alvenaria, porém, só foi decidida em 1653, sendo indicado para projetar a igreja o frei Daniel de São Francisco, ex-frade do Convento de Olinda que mudou-se para Salvador com a ocupação holandesa em Pernambuco. A pedra fundamental foi lançada em 25 de agosto de 1654. Como o financiamento dependia quase exclusivamente das esmolas da comunidade, que não era rica, as obras se arrastaram por longos anos, e sua história inicial é mal documentada. Porém, uma parte significativa da estrutura deve ter sido finalizada já em torno de 1661, a partir de uma data que se encontra gravada na verga da porta que interliga a sacristia e a capela-mor. A fachada deve ter sido finalizada antes de 1686, data inscrita no frontão do convento de Paraguaçu, e que foi inspirado neste de Cairu. Essa celeridade pouco usual permitiu que o conjunto mantivesse uma notável unidade estilística. Mas o restante e as decorações tardaram até cerca de 1750 para serem terminadas.
Depois de um período de apogeu no século XVII, os franciscanos começaram a experimentar crescentes dificuldades, e no século XIX a Província franciscana no Brasil quase foi extinta. Desta maneira, os edifícios começaram a se degradar. Após 1878, com a chegada de frades alemães, iniciou-se uma lenta recuperação, e foram feitos esforços para manutenção e restauro do complexo, mas, seguindo as novas modas estéticas, muito de sua decoração interna barroca foi alterada para padrões neoclássicos. Em 1941, embora novamente em precário estado de conservação, os monumentos foram reconhecidos como importantes e tombados pelo IPHAN. O tombamento, contudo, não evitou outras perdas, e na década de 1960 o altar de Santa Rosa desabou. A partir de 1963 iniciaram novas obras de restauro, já sob uma orientação mais científica, concluídas somente em 1973. Em 2002 foram realizadas outras intervenções, e recentemente o complexo e seu entorno foram novamente parcialmente restaurados, sob a coordenação do IPHAN e do Programa Monumenta e com financiamento da Petrobrás, mas em 2010 as obras foram paralisadas sem justificativa. O Ministério Público Federal instaurou em 2012 um processo investigativo.

## Igreja

### Fachada

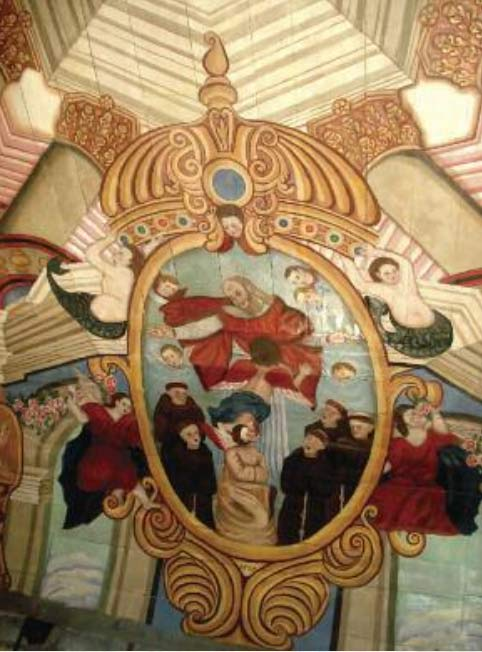
Pintura no teto da nave

O complexo arquitetônico se divide em um convento e a igreja de Santo Antônio, diante da qual se abre um largo onde se ergue um cruzeiro. Anexa está a capela da Ordem Terceira, que nunca foi concluída e sobrevive apenas em ruína. O principal interesse repousa na igreja, considerada a primeira do Brasil a exibir traços barrocos, aparentemente antecedendo até mesmo a introdução do estilo na Metrópole portuguesa, e seu perfil característico não tem similares na arquitetura barroca de toda a Europa. Seu valor é atestado também através dos vários templos brasileiros que surgiram em rápida sucessão inspirados em seu desenho, como os templos homónimos em Paraguaçu e Recife. Apesar disso, ela ainda é pouco conhecida do grande público, é pouco divulgada nos livros de história da arte nacional, e são escassos os estudos especializados a seu respeito.
O desenho geral segue uma forma de triângulo escalonado. O primeiro nível se desenvolve em uma galilé de cinco arcos plenos. Sobre ela se abrem três janelas retangulares, ladeadas de grandes volutas nas duas extremidades, junto com pináculos. O mesmo motivo se repete em ponto menor no nível acima, com um nicho que abriga uma estátua do padroeiro, também ladeado por volutas e pináculos. Finalmente, o coroamento do edifício é feito com o mesmo motivo ornamental, suportando uma cruz no topo. À esquerda, recuado em relação à fachada, se ergue um campanário. Correm pela fachada de cima até embaixo pilastras que delimitam os módulos centralizados nas aberturas, cortadas horizontalmente pelas cornijas que arrematam cada nível. Ao contrário da chamada "arquitetura chã" que se desenvolvia nas décadas anteriores, que fazia da fachada uma consequência natural dos volumes arquiteturais, ignorando as sugestões da estrutura subjacente, seu autor elaborou um projeto ornamental, de caráter cenográfico, dramático e movimentado, traços que tipificam o Barroco. Como analisou o pesquisador Alberto Sousa, ressaltando o caráter fantasioso do projeto,
"No térreo, o tramo extremo à esquerda... é desnecessário pois tem detrás de si apenas a torre, e o outro tramo extremo não precisaria ter sido construído, já que ele não está diante do corpo da igreja e apenas cobre a entrada da portaria, que noutros conventos não é coberta e que poderia ter sido coberta de maneira mais sincera (com um alpendre, por exemplo). No primeiro andar, as volutas não disfarçam contrafortes nem telhados de naves colaterais ou capelas, sendo tão somente um supérfluo componente cenográfico. E o retorcido coroamento sobre esse andar é uma forma dramática de esconder uma banal empena de duas águas – que poderia ter sido arrematada com um sóbrio e honesto frontão triangular".
Apesar da originalidade do projeto, foram apontadas várias fontes que possivelmente influenciaram frei Daniel. Ele esteve em Lisboa e Roma - cabe lembrar que Roma foi o berço do Barroco católico - e certamente estudou os monumentos dessas capitais, retirando de cada um elementos distintos, inclusive de estilos mais antigos como o renascentista e maneirista, para compor sua síntese inovadora. É possível também que tenha conhecido a arquitetura de outros países através de livros e gravuras, sendo comum a solução das volutas em escada nas edificações germânicas do século XVI, visível também em alguns poucos altares portugueses do século XVII. Sousa define em poucas palavras: "Poderíamos dizer que frei Daniel compôs o frontispício juntando, numa perspectiva barroca, uma loggia classicista italiana a uma reinterpretação barroca de um frontão maneirista alemão – e unificando-as com um tratamento parietal característico do estilo chão português".

### Interior

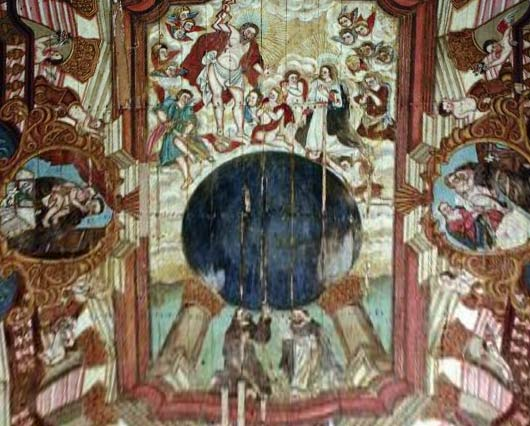
Detalhe da cena principal da pintura no teto da igreja

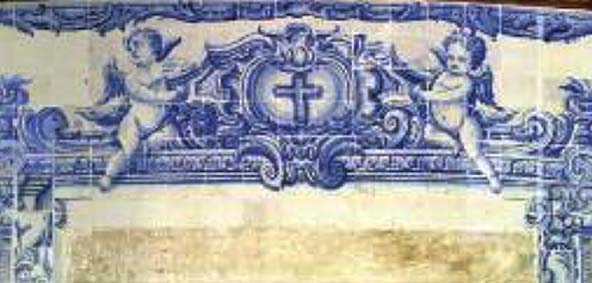
Azulejos da sacristia

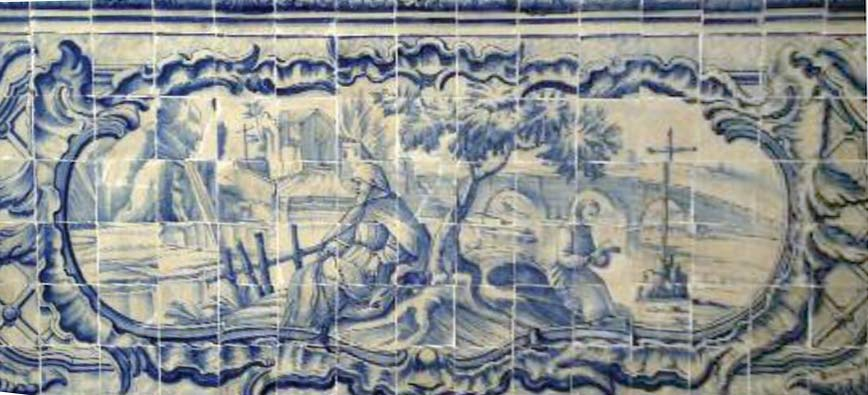
Azulejos da portaria

O interior possui uma nave única, capela-mor, coro e tribunas. Ainda que o exterior tenha se preservado em excelentes condições de integridade, sua decoração interna foi profundamente alterada no século XIX. Pelos registros históricos, pelo que sobreviveu e pelo exemplo de outras igrejas franciscanas barrocas, ela deve ter sido suntuosa e exuberante, e surpreende que assim seja, dadas as condições difíceis por que passou a Ordem durante os trabalhos decorativos. Ainda são visíveis, da decoração original, a grade do coro, com um imponente frontão a emoldurar um crucifixo com resplendor; o tapa-vento; a pintura sob o coro; diversos painéis de azulejos pintados; a capela de Santa Santa Rosa de Viterbo, de devoção particular da Ordem Terceira, com um rico altar dourado com colunas salomônicas, entalhes fitomórficos, balaústres torneados e uma estátua da santa; peças de cantaria ornamental; a pintura do teto da portaria; a grade da capela-mor, e diversas peças de estatuária.
A sacristia é também notável pela riqueza de seus azulejos, que cobrem todas as paredes, pelo seu altar com uma importante imagem de Cristo na cruz, pelo seu lavabo lavrado em pedra de lioz, e pela pintura do teto, atribuída ao insigne mestre baiano José Joaquim da Rocha, ilustrando momentos da vida de Santo Antônio. A cena central mostra o milagre da aparição do Menino Jesus ao santo. De todos os ambientes do convento é o que se mantém mais próximo das condições originais.
Embora outras partes decoradas datem do século XIX, elas não são desprezíveis e possuem encanto próprio, realizadas com a típica austeridade do estilo Neoclássico. Destacam-se o altar-mor, os dois altares do cruzeiro e as tribunas. Também é digna de apreço a vasta pintura do teto, datada de 1875 mas adaptando o modo de composição barroca com recursos de arquitetura ilusionística. A cena central mostra Cristo em atitude guerreira, segurando raios em suas mãos, diante de um grupo de figuras ajoelhadas, uma iconografia de todo incomum para este contexto. São Miguel está ao seu lado, desembainhando uma espada. O grupo se assenta sobre um globo apoiado em duas colunas, entre as quais estão São Francisco e Santo Antônio. Cenas laterais são povoadas de outros santos e anjos, além de ornamentos variados. É de assinalar que esta pintura foi com certeza criada por um artista popular, dadas as características de ingenuidade e flagrantes desvios das convenções canônicas da arte erudita, principalmente no que toca à representação da perspectiva e ao desenho das figuras. Não obstante, o conjunto tem grande apelo visual pelas suas cores vivas e riqueza imaginativa. Durante obras de consolidação em 2002, constatou-se que esta obra, bem com outras áreas recobertas com tinta branca, escondem pinturas originais do século XVIII, mas antes que se proceda a um restauro completo não se saberá em que estado se encontram. O púlpito é uma criação de 1986 de um artesão local, copiando a estrutura primitiva que estava em avançado grau de degradação.

## Convento
O convento contrasta pela singeleza de sua estrutura e de seu pátio cercado de pilastras e arcos abatidos, mas sobrevivem elementos originais de grande riqueza e interesse, como a vasta série de painéis azulejados que corre em torno ao claustro; a cozinha, que remete às cozinhas medievais da Europa; o refeitório, com os azulejos mais antigos de todo o complexo, e a sala do Capítulo, com seus azulejos, estatuária, mobiliário entalhado e seu forro decorado com pinturas em caixotões. No piso superior se encontram as celas dos frades, a biblioteca, mirantes e outras salas.

## Capela da Ordem Terceira
Sua construção iniciou no século XVIII, mas não chegou a ser terminada. De acordo com as convenções da época, sua implantação se dá em recuo em relação à fachada da igreja, em sinal de obediência à Ordem Primeira. Ao longo do tempo o que havia entrou em decadência e caiu em ruínas. Há previsão de que seus espaços sejam recuperados e adaptados para usos múltiplos.